# Молочай беложильчатый
Молочай беложильчатый или молочай беложилковый (лат. Euphorbia leuconeura) — вид цветковых растений семейства Молочайные (Euphorbiaceae). Популярное комнатное растение, которое легко содержать в условиях квартир и общественных помещений.
Эндемик Мадагаскара, где его естественной средой обитания является лесной подлесок в скалистых районах. Вид находится под угрозой исчезновения в естественных местах обитания. 
Может вырастать до 1,8 м в высоту, как ветвистое небольшое дерево или полукустарник; размножается, выбрасывая семена до метра в воздух. Этот молочай напоминает строением пальму: от крепкого зелёного ребристого ствола сверху отходят большие, овальные, заострённые листья, которые по мере роста постепенно опадают и оголяют ствол снизу.

## Описание

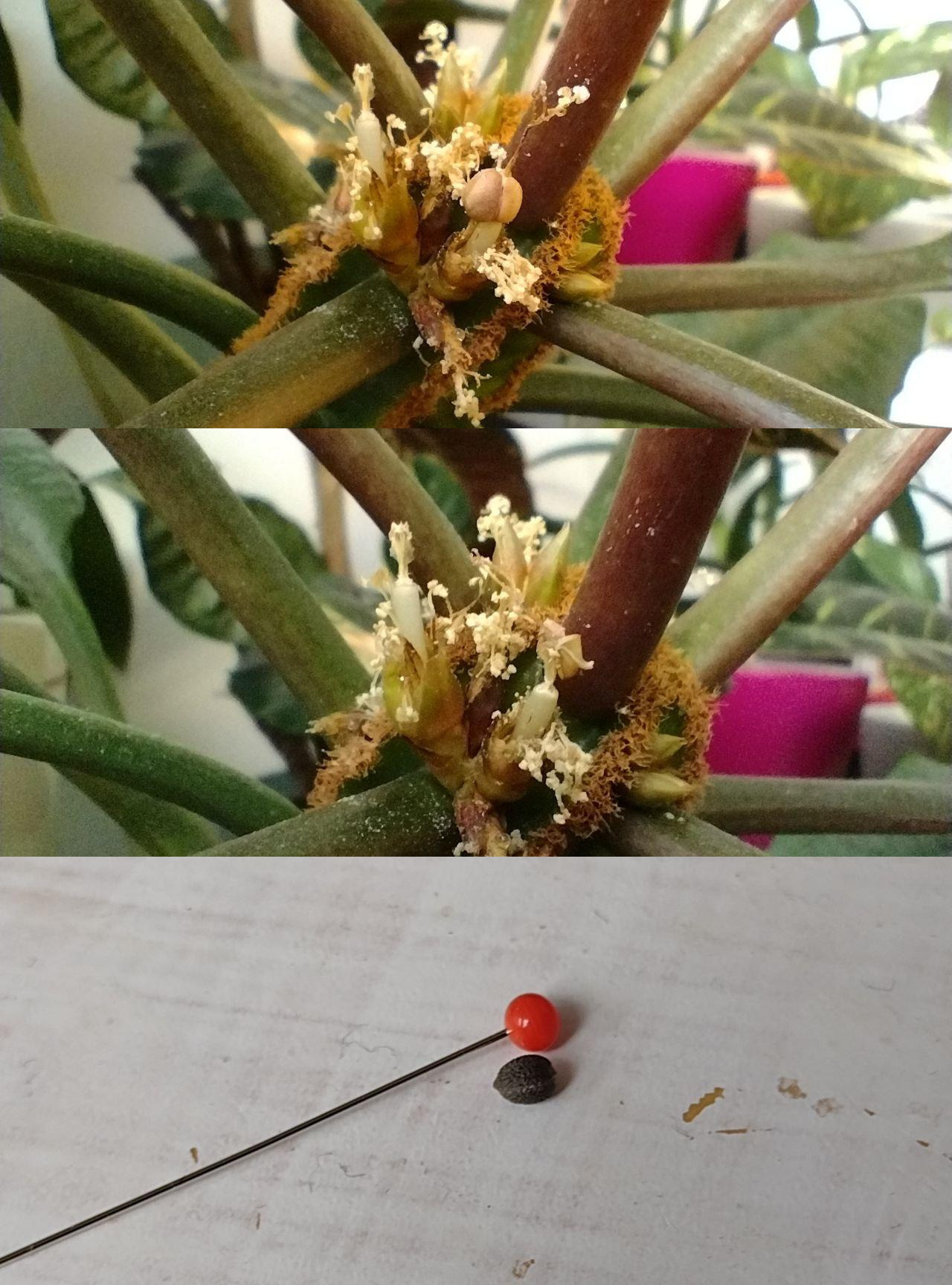
Цветущий стебель Euphorbia leuconeura до (вверху) и после рассеивания семян. Семена (внизу) сравнимы по размеру с булавочной головкой

Пряморастущий, в основном неразветвленный, суккулентный многолетний кустарник, достигающий высоты до 180 см, если стержневой корень может расти достаточно далеко вниз. Ствол тёмно-зелёный, ребристый, четырёх-пятигранный, диаметром от 2 до 5 см, у основания тоньше, покрыт рубцами в местах отхождения листьев. Растение имеет тенденцию к ветвлению только после засушливого периода продолжительностью от 4 до 5 недель или когда его размер превышает примерно 50 см.
Листья широколанцетные, длиной около 15 см и шириной до 6,5 см. Черешок длиной 4 см. Листовая пластинка на кончике тёмно-зеленая, к основанию становится светлее. Жилки листьев серебристо-белые (отсюда и название leuconeura). Прилистники присутствуют, похожи на хрящи (без хлорофилла и жилкования).
В пазухах конечных листьев расположены два циатия.  Они вырастают до 4 мм в длину и до 1,5 мм в ширину и имеют зеленовато-белый цвет. Цветки невзрачне, белые. Форма цилиндрическая. Тычинки далеко выступают из циатия.
Когда плод созревает, коробочка одревесневает, а затем взрывообразно разрывается (баллистохория). Сферическое семя с шероховатой поверхностью выбрасывается на расстояние до 4 метров. Семенная кожура тёмно-коричневая, эндосперм беловатый.

## Этимология

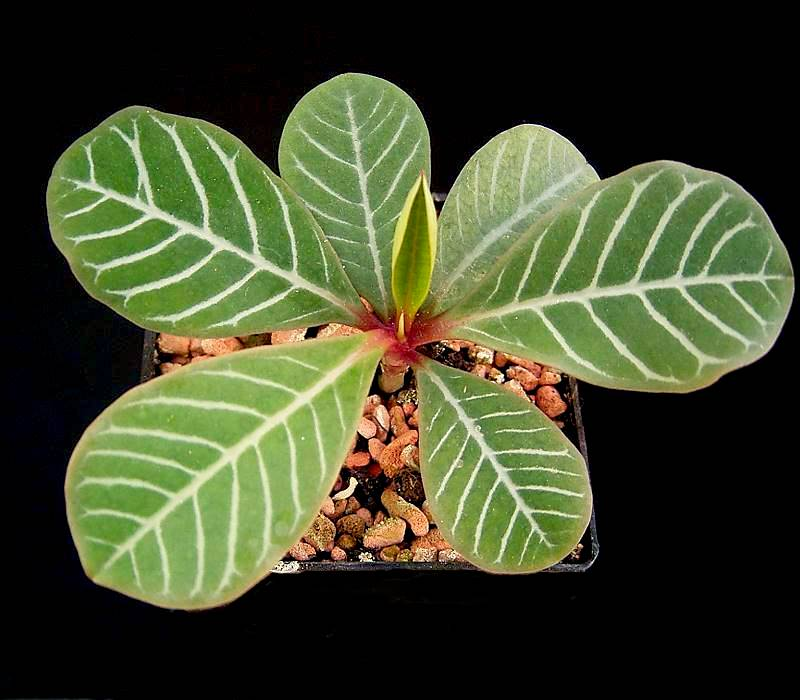
Крупный план белых прожилок

Видовой эпитет leuconeura происходит от двух древнегреческих слов λευκός (leukós), означающего «яркий, белый», и νευρά (neurá), означающего «нерв».
Родовое название дано в честь придворного врача нумидийского царя Юбы — Эуфорба, (54 г. до н. э.), который впервые использовал лечебные свойства растения.

## Агротехника
Часто выращивается как комнатное растение благодаря своей привлекательной листве: темно-зеленые листья с белыми прожилками в молодом возрасте. В отличие от многих суккулентов, E. leuconeura менее восприимчив к избыточному поливу. Лучше всего растение растет в лёгкой полутени, но переносит и полное затенение, и за ним относительно легко ухаживать, если оно не подвергается воздействию холодных сквозняков.

## Токсичность
При повреждении растение выделяет белую жидкость, которая токсична и может вызвать сильное раздражение кожи. Это характерно для большинства видов молочаев.